# Kanice (województwo zachodniopomorskie)
Kanice – osada w Polsce położona w województwie zachodniopomorskim, w powiecie stargardzkim, w gminie Ińsko, 6 km na północny wschód od Ińska (siedziby gminy) i 40 km na północny wschód od Stargardu (siedziby powiatu).
W latach 1975–1998 miejscowość należała administracyjnie do województwa szczecińskiego.

## Geografia
Wieś należy do sołectwa Storkowo na Pojezierzu Ińskim, 3 mieszk. (2008)